# Eldred Tabachnik
Eldred Tabachnik (* 5. November 1943 in Kapstadt; † 29. November 2020) war ein britischer Barrister und Recorder südafrikanischer Herkunft. Er war von 1996 bis 1998 Präsident des Europäischen Jüdischen Kongresses.

## Leben
Tabachnik studierte Rechtswissenschaften an der Universität Kapstadt (B.A., LL.B.) und am University College London (LL.M.). Nach seinen Studienabschlüssen wurde er als Rechtsanwalt in Südafrika und Großbritannien (Inner Temple, London 1970) zugelassen. 1982 wurde er zum Queen’s Counsel, 1988 zum Bencher  und 2000 zum Recorder ernannt.
Von 1980 bis 1994 war er Warden der Richmond Synagogue in London. 1994 bis 2000 war er Präsident des Board of Deputies of British Jews. Im Zeitraum von 1996 bis 1998 war er gleichzeitig Präsident des Europäischen Jüdischen Kongresses (EJC). Er war Chairman der jüdischen Organisation British Friends of Boys Town Jerusalem.